# Sophie Koch
Pour les articles homonymes, voir Koch.
Répertoire
Mozart, Massenet, R. Strauss, Wagner.
Sophie Koch est une mezzo-soprano française, née le 15 février 1969 à Versailles.

## Biographie
Sophie Koch est née à Versailles en 1969. Sa famille est originaire d'Alsace-Lorraine avec un arrière-grand-père allemand. Elle est mariée et mère d'une petite fille.
Koch s'intéresse très tôt à la musique. Elle commence le piano à l'âge de 7 ans, l'étudiera pendant 15 ans et chante également dans une chorale. Elle chante dans un opéra dès 11 ans.
Après l'obtention du baccalauréat, elle prépare un DEUG de lettres, communication et sciences du langage puis hypokhâgne. À la suite de son échec à l'audition pour intégrer le chœur de la Sorbonne et de sa rencontre avec Christa Ludwig, elle se motive pour le chant. À l'âge de 21 ans, elle intègre la classe de Jane Berbié  au Conservatoire national supérieur de musique de Paris dont elle sort avec un premier prix. Elle remporte également le premier prix du concours de chant de Bois-le-Duc en 1994 et le Prix Christel Goltz décerné par le Semperoper de Dresde en 2001. Sa maîtrise des langues italienne et anglaise lui est précieuse bien qu'elle chante principalement en français et en allemand. Sophie Koch est marraine du fonds de dotation ColineOpera.

## Carrière
Elle chante dans Le Chevalier à la rose au Staatsoper de Vienne et Ariane à Naxos (rôle du Compositeur) au Semperoper de Dresde. Elle se produit également au Bayerische Staatsoper de Munich. Michel Glotz lui obtient des auditions à Covent Garden (Londres) où elle interprète à la fin des années 1990 Le Barbier de Séville, qui la fait connaître, puis Così fan tutte dans cette même salle.
Suit une carrière qui se déroule hors de France pendant cinq saisons. Elle se produit au Teatro Real de Madrid, à la Scala de Milan, à l'Opéra de Monte-Carlo, au Deutsche Oper de Berlin, et au Festival de Salzbourg.
L'Opéra de Paris l'invite en janvier 2010 pour interpréter le personnage de Charlotte face au Werther de Jonas Kaufmann qui fait date auprès du public français.
Elle chante Adalgisa en compagnie d'Edita Gruberova à l'opéra de Nice et Salle Pleyel en décembre 2011, dans une version de concert de Norma.
Elle se révèle être une remarquable wagnérienne[réf. nécessaire], campant une somptueuse Venus dans Tannhäuser à l'Opéra Bastille en 2011. Elle est Fricka, dans le Ring (L'Or du Rhin et La Walkyrie) qu'elle chante dans la même salle en 2010, 2011 et 2013. Durant la même période, elle chante également le rôle de Waltraute dans Le Crépuscule des dieux.
Elle est annoncée aux côtés de Yann Beuron et de Roberto Alagna dans le rôle-titre d'Alceste de Glück à l'automne 2013 sous la direction de Marc Minkowski.
Koch fait son entrée au Metropolitan Opera de New York pour la saison 2014-2015.

## Décorations
- Chevalier de la Légion d'honneur (2024)[4]
- Officier de l'ordre des Arts et des Lettres (2022)[5]

## Discographie

### Compacts discs
- Mélodies de Schubert et Wolf
- Mélodies de Fauré, Chausson et Respighi
- Schumann
- Richard Strauss
- Intégrale de Elephant Man de Laurent Petitgirard[6]

### DVD
Les DVD enregistrés par elle comprennent :
- Don Giovanni (rôle de Zerlina, à Schwetzingen), 1998 Legato
- Ariane à Naxos (rôle du Compositeur, à Dresde), 1999 Arthaus
- Ariane à Naxos (à Paris), 2003 Encore
- Gounod Faust, 2004 EMI
- Così fan tutte (rôle de Dorabella, à Salzbourg), 2006 Decca
- Der Rosenkavalier (rôle d'Octavian, à Baden-Baden), 2009 Decca
- Werther (rôle de Charlotte, à Paris), 2010 Decca
- Ariane à Naxos (à Baden-Baden), 2012 Decca
- Dialogues des carmélites (à Paris), 2013 Erato
- Der Rosenkavalier (à Salzbourg), 2014 C Major
- Werther (à New York) 2014 Met Live HD